# BE-4

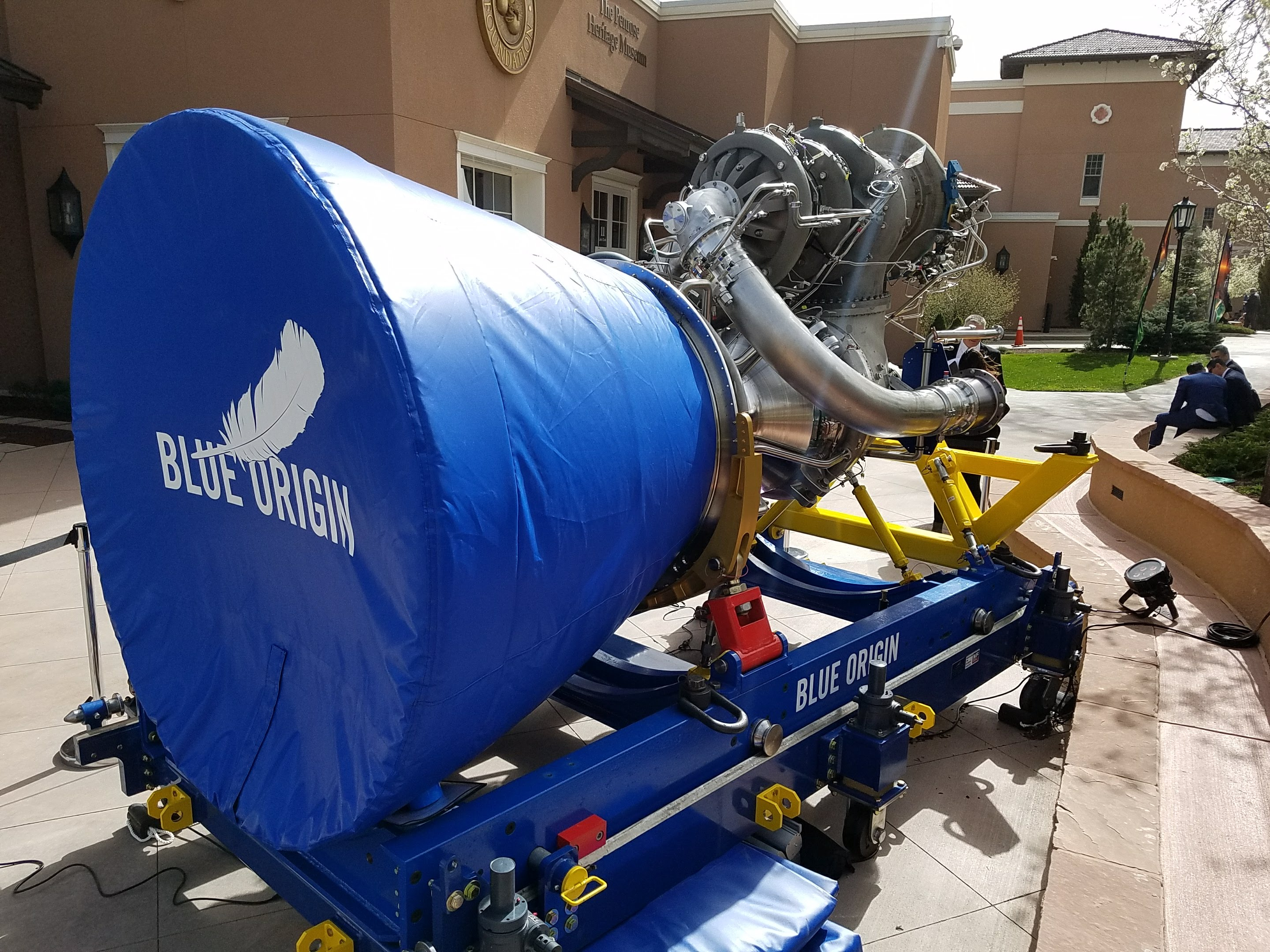
Ein BE-4 mit verpackter Düse auf einem Transportgestell

Der Blue Engine 4 oder BE-4 ist ein Flüssigkeitsraketentriebwerk, das von dem US-amerikanischen Raumfahrtunternehmen Blue Origin entwickelt wurde und hergestellt wird. Als Treibstoff verwendet das BE-4 verflüssigtes Methan (LNG) und Flüssigsauerstoff, als Oxidator. Das Triebwerk soll auf Meereshöhe etwa 2400 kN Schub erzeugen. Es kommt in der Erststufe der Rakete Vulcan zum Einsatz und soll auch für die New Glenn verwendet werden.

## Geschichte
Die Arbeit an dem Triebwerk begann 2011. Angekündigt wurde es allerdings erst im September 2014. Auf derselben Pressekonferenz gab auch der US-amerikanische Raketenhersteller United Launch Alliance (ULA) bekannt, dass er das BE-4 für seine zukünftige Trägerrakete Vulcan ausgewählt hat.
Im April 2015 teilte man die Entwicklung in zwei parallele Programme: Das eine entwickelte 1:1-Prototypen des BE-4-Powerpacks, also der Ventil- und Turbopumpeneinheit, die das Triebwerk mit Treibstoff und Oxidator versorgen. Das zweite Programm war mit der Entwicklung der Einspritzplatte für die Brennkammer beschäftigt. Bis zum September desselben Jahres waren so bereits 100 Tests von verschiedenen Elementen des BE-4 durchgeführt worden. Dabei kam es 2015 zu einer Triebwerksexplosion, bei der niemand verletzt wurde. In deren Folge baute Blue Origin zwei neue, redundante Teststände.
Den ersten Triebwerksprototyp stellte die Firma im März 2017 fertig. Am 13. Mai 2017 kam es zu einer weiteren Anomalie während eines Tests. Dabei wurde ein Powerpack zerstört. Die ersten Tests der finalen BE-4-Konfiguration wurden im Oktober 2017 auf dem Blue-Origin-Testgelände Corn Ranch im Westen von Texas aufgenommen. Im März 2018 wurde ein BE-4-Triebwerk mit 65 % Schub für 114 Sekunden getestet und im März 2019 wurden 80 % Schub erreicht.
Im Juni 2017 hatte Blue Origin angekündigt, eine neue Fabrik für das Triebwerk in Huntsville, Alabama zu bauen; Baubeginn war dann im Januar 2019. Am 30. Juni 2023 explodierte erneut ein BE-4 während eines Tests.
Im Oktober 2022 lieferte Blue Origin die ersten beiden einsatzbereiten BE-4 aus. Sie kamen am 8. Januar 2024 beim ersten Flug der Vulcan für die Mondmission Peregrine Mission One zum Einsatz. 

## Technik
Das BE-4 arbeitet im Hauptstromverfahren mit sauerstoffreicher Vorverbrennung. Die jeweiligen Förderpumpen für Treibstoff und Sauerstoff werden von einer gemeinsamen Turbine angetrieben. Die Brennkammer ist regenerativ gekühlt. Das Triebwerk ist wiederverwendbar.

## Verwendung
Blue Origin plant, sieben BE-4 in der Hauptstufe der Rakete New Glenn einzusetzen.[veraltet] Außerdem verwendet die erste Stufe der Vulcan-Rakete der United Launch Alliance zwei dieser Triebwerke. Zudem war der Einsatz einer modifizierten Variante im XS-1-Raumgleiterprojekt des US-Militärs in Betracht gezogen worden.